# Barranca Piña
Barranca Piña är en ort i Mexiko.   Den ligger i kommunen Acatepec och delstaten Guerrero, i den sydöstra delen av landet, 240 km söder om huvudstaden Mexico City. Barranca Piña ligger 1 438 meter över havet och antalet invånare är 437.
Terrängen runt Barranca Piña är kuperad österut, men västerut är den bergig. Runt Barranca Piña är det ganska glesbefolkat, med 42 invånare per kvadratkilometer. Närmaste större samhälle är Acatepec, 3,2 km norr om Barranca Piña. I omgivningarna runt Barranca Piña växer huvudsakligen savannskog.